# علي حفظي
لواء أركان حرب علي حفظي محمد حفظي حسن (23 مايو 1941) محافظ شمال سيناء الأسبق والمسؤول عن فرق الاستطلاع التي كانت تعمل خلف خطوط الجيش الإسرائيلي داخل عمق سيناء في حرب أكتوبر 1973.

## المناصب
- عضو مجلس إدارة الاتحاد المصري لكرة القدم منذ 9/6/2005 وحتى 28/11/2008.[1]
- العمل في تشكيلات المشاة لمدة ثلاث سنوات.
- رئيس جهاز الإستطلاع للقوات المسلحة عام 1989.
- عضو هيئة التدريس بكلية القادة والأركان المصرية.
- مساعد للملحق العسكري المصري بالولايات المتحدة الأمريكية 1981 - 1983.
- إدارة أعمال الاستطلاع خلف خطوط العدو في حرب أكتوبر 1973.
- قائد قوات حرس الحدود 1991.
- مدير لإدارة الشرطة العسكرية 1993.
- مساعد وزير الدفاع 1995.
- محافظ شمال سيناء.

## المؤهلات
- ماجستير علوم عسكرية من الاتحاد السوفيتي.
- ماجستر علوم عسكرية من كلية القادة والأركان المصرية.
- زمالة كلية الحرب العليا بأكاديمية ناصر العسكرية العليا.
- دورة كبارة القادة.

## الأنواط والنياشين
- نوط الجمهورية
- نوط الواجب العسكري.
- ميدالية الخدمة الطويلة والقدوة الحسنة.

## النشاط الرياضي
- الأنضمام إلى أشبال النادي الأهلي والتدرج حتى الفريق الأول 1960.
- المشاركة في تطوير منظومة الرياضة بالقوات المسلحة والتي أثمرت عن مشاركة فريقين لكرة القدم بالدوري الممتاز.

عضو مجلس إدارة الاتحاد المصري لكرة القدم عام 1993.
- المشاركة مع منتخبات المدارس الثانوية والفريق العسكري (المنتخب).

## بين النكسة والحرب
وقال اللواء علي حفظي إنه كي تتضح الصورة بشكل أكبر أمام الأجيال الجديدة التي لم تعاصر الحرب فلابد من معرفة الظروف القائمة بالوطن قبل الحرب وبعد عدوان يونيو/ حزيران 1967.
وأضاف أنه على الصعيد السياسي كان الوضع سيئا للغاية، ورغم القرارات الدولية الصادرة بشأن هذا العدوان لم يقدم أي من الأطراف الخارجية خطوة إيجابية.
وعلى الصعيد الاقتصادي، أغلقت قناة السويس وتوقفت السياحة كما تعطلت آبار النفط في سيناء وخليج السويس.
أما اجتماعيا، فكانت الصدمة عنيفة على الشعب المصري، بما أعطى انطباعا لإسرائيل والولايات المتحدة الأمريكية والغرب بشكل عام أن مصر أصبحت جثة هامدة ولن تقوم لها قائمة قبل نحو عقدين من الزمان.
وأضح أنه على الرغم من كل تلك الصعوبات فلم يستسلم المقاتل المصري، وحقق العديد من الإيجابيات منها:
- حماية بورفؤاد من الاحتلال في أعقاب العدوان عقب قيام ملازم أول فتحى عبد الله وفريقه من أبطال الصاعقة بوقف تقدم العدو تجاهها - كانت تعد القطعة الوحيدة من أرض سيناء التي لم يتم الاستيلاء عليها - خاصه وأن الطرق إلي بورفؤاد كانت تتسم بالصعوبة الشديدة.
- قيام سلاح الجو المصري - رغم خسائرة الكبيرة عقب العدوان - في منتصف يوليو/ تموز 1967 بقصف الأهداف الإسرائيلية الموجودة في العمق.
- قيام المدفعية المصرية في سبتمبر/ أيلول 1967 بقصف جميع المدافع الإسرائيلية المتمركزة على امتداد سيناء شمالا وجنوبا.
- قيام البحرية المصرية في أكتوبر 1967 بتدمير المدمرة إيلات شمال شرق بورسعيد.
- حرب الاستنزاف، التي نجح خلالها المقاتل المصري في مواجهة الجندي الإسرائيلي في معارك شبه يومية استمرت 500 يوم، من غارات علي مواقعهم، إلي عمل كمائن للقوات المتحركة، وقذف بالمدفعيات والدبابات، وكانت هذه أبلغ رسالة تقول لهم «طالما أنتم علي الضفة لابد أن تدفعوا ثمن هذا الوجود».
- معركة «الذراع الطولى» والتي سميت كذلك نظرا لأن إسرائيل كانت تمتلك قوات جوية حديثة - من الولايات المتحدة الأمريكية وفرنسا - فكانت عندهم القدرة على أن يصلوا إلى داخل العمق المصري، فأنشئت قوات الدفاع الجوي لكي تتعامل معهم بالتعاون مع القوات الجوية، كما تم بناء ما يسمى بحائط الصواريخ، وهي قواعد لحماية الصواريخ المضادة للطائرات، وعندما كان العدو يكتشف أيا من هذه القواعد كان يحاول تدميرها، مما أدى إلى سقوط العديد من الشهداء سواء عسكريين أو مدنيين، وقد عملت شركات مدنية في بناء القواعد والتي ساعدت كثيرا في تحقيق انتصار 1973.
- معركة «الذكاء المصري» في خداع كافه أجهزة المخابرات في العالم بما فيها إسرائيل والولايات المتحدة الأمريكية، وكانت تقاريرهم تقيم الموقف حتى صباح يوم 5 أكتوبر/ تشرين الأول بأن مصر ليس في مقدورها مهاجمتهم.

وبخصوص أزمه السلاح، قال اللواء على حفظي «إن مصدرنا الرئيسي من السلاح كان من الاتحاد السوفيتي والذي لم يعطنا ما نحتاجه من التسليح - فمن المعروف في المفاهيم العسكرية ان التسليح إما ان يكون هجوميا أو دفاعيا - وكانوا لا يعطوننا إلا التسليح الدفاعي كي يظل الوضع على ما هو عليه ولا نقوم بأي عمل إيجابى ونسترد الأرض».
وأضاف أنه «عقب محاولات وتلميحات من الرئيس الراحل محمد أنور السادات باللجوء إلى الولايات المتحدة قام الاتحاد السوفيتي بإمدادنا بالأسلحة».

## مجموعات الاستطلاع
وقال اللواء علي حفظي إن الاتحاد السوفيتى أمدنا بالمعدات الرئيسية كالمدافع والطائرات، والتي وصلت إلي 6 آلاف طن، لكنها كانت معدات ليست حديثة، بينما أمدت أمريكا إسرائيل في ثاني أيام الحرب أحدث المعدات من مخازنها، والتي وصلت إلي 60 ألف طن.
أما النواحي التكنيكية الفنية التي تعيننا على الحصول علي معلومات عن الطرف الآخر - كأجهزة التنصت، والأقمار الصناعية، والطائرات المجهزة والرادارات بعيدة المدى - فقد حرمونا منها، فاستعضنا عن هذه الأشياء بقدرات الجندي المصري، ولذلك كان دور مجموعات الاستطلاع مهما للغاية، حيث لا يتخذ أي قرار إلا بعد الحصول على معلومات منهم ولم يكن لنا بديل آخر، خاصة وأن أمريكا كانت تمد إسرائيل بصور عن طريق الأقمار الصناعية.
وأضاف أن جزءا من مجموعات الاستطلاع تسلل خلف خطوط العدو قبل الحرب وجزءا آخر تسلل بعد بداية الحرب، وكان ذلك يتم برا أو بحرا أو جوا، وكانوا بجوار مناطق العمل الإسرائيلية، ونجحوا في متابعة أنشطة الجانب المعادي من بداية وصوله لخط القناة وانشائه للدفاعات والسواتر ومتابعته يوميا، مما أوضح لنا تماما كيف ستكون ردود أفعالهم، وبرزت لنا نقاط الضعف والقوة لديهم على مدى 6 أعوام.
وقال إن وزير الدفاع الإسرائيلي آنذاك موشيه دايان اعترف بعد الحرب بأن مصر نجحت في استخدام أفراد الاستطلاع للحصول على معلومات تصل إلي 80% عن قدرات الجيش الإسرائيلي، وذلك مع علمهم أن مصر لم يكن لديها قدرات فنية لرصد المعلومات.
وأشار حفظي إلى المساعدة الكبرى التي قدمها أهالي سيناء، مشيدا بما قدمه الكثيرون من السيناويين المجاهدين والشرفاء.

## الحرب مرحلة سياسية
قال اللواء علي حفظي إنه تحدث عن الثغرة والادعاءات الإسرائيلية بشأنها في محاضرة ألقاها في كلية الحرب العليا بنيجيريا، مشيرا إلى أن التغلغل الإسرائيلي ناجح جدا في إفريقيا وله كوادر متعاطفة معه بشدة، لدرجة أن بعض الكوادر الإفريقية تحصل على دورات في إسرائيل.
وأوضح أنه من وجهة النظر الاستراتيجية العسكرية، تعد الحرب مرحلة من مراحل السياسة بكل أبعادها، وعندما تقفل الأبواب أمام السياسة، يتم تحويل الموقف إلي الحرب لتحقيق بعض الأهداف، ثم بعد ذلك تعود السياسة مرة أخرى، أي أن الأمور تبدأ بالسياسة وتنتهي بالسياسة.
وقال إن مصر نجحت في شن الهجوم ودمرت خط بارليف واستولت عليه وعملت ما يسمى برؤوس الكباري، وقامت إسرائيل بعد ذلك بالهجوم المضاد لاستعادة الأوضاع وتدمير القوات المصرية، لكنها لم تنجح في ذلك.
وأضاف أنه "بعد وضوح الرؤية خلال الأيام الأولى من الحرب، بدأت اللعبة تدار من جانب القوى العظمى (الولايات المتحدة والاتحاد السوفيتي) وكان لابد من وقف إطلاق النار والتحول للبعد السياسي وهو "التفاوض".
ومن المعروف استراتيجيا، أن التفاوض لا يصلح بين طرفين أحدهما منتصر بالكامل والآخر منهزم بالكامل، لأن الأول سيفرض شروطه، لذلك كان هناك اتفاق ضمني ما بين القوتين العظمتين على إيجاد موطئ قدم للقوات الإسرائيلية تحفظ به «ماء الوجه» بوجود جزء من قواتهم على الضفة الغربية لقناة السويس بشكل أو بآخر.
وقال اللواء «حدث ذلك بالفعل عندما عبروا ثغرة ما بين الجيشين الثاني والثالث، وعندها حاصرناهم وتم التخطيط لخطة بديلة لتدمير هذه القوات، ولكن بمجرد أن استشعرت أمريكا أننا نعد لهذه الخطة، جاء هنري كسينجر- وزير الدفاع الأمريكي أنذاك - لمقابلة الرئيس أنور السادات وأبلغه رسميا أنه لو قامت مصر بالهجوم علي القوات الإسرائيلية الموجودة في منطقة الثغرة فبلاده سوف تتدخل مباشرة في الحرب ضد مصر».
وأضاف حفظي أن الإسرائليين أطلقوا على الثغرة اسم «مصيدة الموت»، وذلك لإحساسهم بالرعب لحصار القوات المصرية لهم، وقد حاول شارون «قائد الثغرة» دخول الاسماعلية ولم ينجح في ذلك كما لم ينجحوا في تدمير أي قوة عسكرية مصرية، مؤكدا أن وجودهم هناك كان فقط «لحفظ ماء الوجه» عند التفاوض، وكي يثبتوا أنهم لم يهزموا هزيمة كاملة.
وقال «للأسف الشديد، إن الجانب الإسرائيلى أكثر مهارة منا في التعامل مع وسائل الإعلام وفي تزييف الحقائق وتغييرها، بينما لا نمتلك نحن الانتشار الإعلامي الخارجي الذي لديهم، ولذلك فمعظم ما كتب عن حرب 6 أكتوبر/ تشرين الأول 1973 مكتوب من وجهة نظرهم لا من وجهة نظرنا نحن».
من ناحية أخرى، أوضح اللواء علي حفظي أن هناك العديد من النماذج الخالدة والتي ضحت بأرواحها في سبيل الوطن ولكنها غير معروفه للكثيرين، وضرب مثالا بالملازم أول عبد الهادي السقا الذي كان من أبطال قوات الصاعقة، وكان مدفوعا مع فرقته خلف صفوف العدو لمنع المدرعات الإسرائيلية من الاتجاة إلى خط القناة، واستشهد هو وطاقمة نتيجة لضرب إسرائيل لطائرتهم أثناء توغلهم إلي عمق العدو.